# Geispitzen
Geispitzen je občina v departmaju Haut-Rhin francoske regije Alzacija.
Leta 2011 je v občini živelo 424 oseb oz. 70 oseb/km².